# Wilma Olausson
Wilma Olausson (9 april 2001) is een Zweedse voormalig wegwielrenster.

## Carrière
Voordat ze onder contact kwam te staan bij Uno-X heeft ze twee jaar bij Team Sunweb gereden.
Olausson won in 2019 de Watersley Ladies Challenge en het Zweedse kampioenschap op zowel de tijdrit als de wegwedstrijd bij de junior vrouwen. Ze werd in dit jaar ook derde op de tijdrit tijdens de Europese kampioenschappen wielrennen.

## Palmares

### Wegwielrennen
2019
 Zweeds kampioenschap tijdrijden, junior vrouwen
 Zweeds kampioenschap op de weg, junior vrouwen
Eind- en bergklassement Watersley Ladies Challenge
 Europees kampioenschap tijdrijden, junior vrouwen

### Resultaten in voornaamste wedstrijden
|      | \| Jaar \| Gent-Wevelgem \| Amstel Gold Race \| Luik-Bast.‑Luik \| Strade Bianche \| \| ---- \| ------------- \| ---------------- \| --------------- \| -------------- \| \| 2020 \| \| \| opgave \| \| \| 2021 \| \| \| \| 69e \| \| 2022 \| opgave \| \| \| opgave \| \| 2023 \| \| 59e \| opgave \| \| |                  |                 |                |
| Jaar | Gent-Wevelgem | Amstel Gold Race | Luik-Bast.‑Luik | Strade Bianche |
| 2020 | |                  | opgave          |                |
| 2021 | |                  |                 | 69e            |
| 2022 | opgave |                  |                 | opgave         |
| 2023 | | 59e              | opgave          |                |

## Ploegen
- 2020 –  Team Sunweb
- 2021 –  Team DSM
- 2022 –  Uno-X Pro Cycling Team
- 2023 –  Uno-X Pro Cycling Team
- 2024 ―  Uno-X Mobility

Andersen · Georgi · Henderson · Jackson · Kirchmann · Koch · Labous · Lippert · Mackaij · Mathiesen · Olausson · Rivera · Soek · Wiebes
Andersen · Georgi · Jastrab · Kirchmann · Koch · Labous · Lippert · Mackaij · Olausson · Peperkamp · Rivera · Soek · Wiebes
Ahtosalo · Andersen  · Barker  · Barnes  · Koerner  · Leth  · Lowden  · Ludwig  · Lutro  · Olausson  · Bjørndal Ottestad · Ysland
Ahtosalo · Andersen · Barker · Barnes · Confalonieri · Dideriksen · Berg Edseth · Koerner · Koster · Leth · Lowden · Ludwig · Lutro · Olausson · Bjørndal Ottestad · Ysland
Aalerud · Ahtosalo · Andersen · Anderson · Barker · Beekhuis · Berg Edseth · Boilard · Confalonieri · Dideriksen · Koerner · Koster · Leth · Lowden · Olausson · Bjørndal Ottestad · Ysland